# 皮利瓦河
皮利瓦河是俄羅斯的河流，位於科密共和國和彼爾姆邊疆區，屬於卡馬河的左支流，河道全長214公里，流域面積約2,020平方公里，每年十月上旬至翌年四月下旬結冰。